# 金狼獎
金狼獎（英語：Golden Wolf Music Video Awards，縮寫為GWMVA）是臺灣傳播媒體產業的獎勵活動之一、專為MV相關人員創立的音樂影像殊榮。金狼獎設立之初，是用以讓臺灣三大娛樂獎（合稱「三金」，金馬獎、金曲獎、金鐘獎）的跨界人才能夠互相交流，也能為產業的優秀作品與工作者提高能見度，該獎定位好比美國的MTV音樂錄影帶大獎，目標讓金狼獎成為MV圈最受關注、最具指標性的獎項。

## 歷史沿革
金狼獎創於2024年，由金馬獎入圍導演殷振豪擔任召集人、源活娛樂創辦人陳鎮川擔任典禮顧問、金曲獎導演陳奕仁擔任評審長、金曲獎歌后艾怡良擔任典禮大使。
首屆金狼獎設有十一項大獎，集合業內三金工作者擔任評審，社群名人推薦獎（會外賽）由上班不要看、HOWHOW、DcardVideo、500輯擔任評審。徵件日期為2023年12月1日至2024年1月9日（原定為2024年1月3日）。入圍名單於2024年2月21日由三金得主蔡振南與艾怡良以劇情短片方式公布，2024年3月9日舉行頒獎典禮。

## 現行獎項
| 類別            | 獎項                 |
| --------------- | -------------------- |
| 影片獎（2獎項） | 年度最佳MV獎         |
| 影片獎（2獎項） | 最佳敍事MV獎         |
| 個人獎（9獎項） | 最佳演員獎           |
| 個人獎（9獎項） | 最佳演唱表演獎       |
| 個人獎（9獎項） | 最佳導演獎           |
| 個人獎（9獎項） | 最佳製片獎           |
| 個人獎（9獎項） | 最佳攝影及燈光設計獎 |
| 個人獎（9獎項） | 最佳造型設計獎       |
| 個人獎（9獎項） | 最佳美術設計獎       |
| 個人獎（9獎項） | 最佳視覺特效獎       |
| 個人獎（9獎項） | 最佳剪輯獎           |
| 會外賽（3獎項） | 社群名人推薦獎       |
| 會外賽（3獎項） | LINE年度人氣MV獎     |
| 會外賽（3獎項） | 最佳創意精神獎       |

## 歷屆概況

### 金狼獎
| 屆次 | 頒獎日期     | 獎項數 | 評審團主席 | 主持人   | 舉辦地點                         | 承辦／轉播單位      |
| ---- | ------------ | ------ | ---------- | -------- | -------------------------------- | ------------------- |
| 1    | 2024年3月9日 | 11項   | 陳奕仁     | 黃路梓茵 | 三創生活園區Clapper Studio展演廳 | 金狼獎執行委員會/無 |
| 2    | 2025年       |        |            |          |                                  |                     |

## 外部連結
- 金狼獎官方網站 （页面存档备份，存于）
- 金狼獎官方Instagram